# Coprophanaeus suredai
Coprophanaeus suredai là một loài bọ cánh cứng trong họ Bọ hung (Scarabaeidae).